# Mantidactylus peraccae
Mantidactylus peraccae és una espècie de granota de la família dels mantèl·lids endèmica de Madagascar.
Es troba als rius i als boscos tropicals i subtropicals humits.
Està en perill d'extinció per la pèrdua del seu hàbitat natural.